# Franco Nero
Franco Nero, właśc. Francesco Clemente Giuseppe Sparanero (ur. 23 listopada 1941 w San Prospero Parmense w Parmie) – włoski aktor, producent filmowy, scenarzysta i reżyser. 
Jego przełomową rolą była postać tytułowego bohatera w spaghetti westernie Sergia Corbucciego Django (1966), co uczyniło go ikoną popkultury i zapoczątkowało międzynarodową karierę obejmującą ponad 200 głównych i drugoplanowych ról w szerokiej gamie filmów i produkcji telewizyjnych. Nominowany do nagrody Złotego Globu jako najbardziej obiecujący debiutant za rolę Lancelota Du Laca w musicalu fantasy Joshuy Logana Camelot (1967). Laureat nagrody David di Donatello dla najlepszego aktora za rolę kapitana Claudio Bellodiego w dramacie kryminalnym Damiano Damianiego Dzień puszczyka (Il giorno della civetta, 1968). 

## Wczesne lata
Urodził się w San Prospero Parmense. Jego ojciec był brygadierem w Korpusie Karabinierów. Jego rodzice pochodzili z San Severo. 
Dorastał w Bedonii i Mediolanie. W wieku sześciu lat brał udział w przedstawieniach przygotowywanych pod opieką księdza miejscowej parafii na przedmieściach Parmy. Studiował przez jakiś czas ekonomię na Facoltà di Economia e Commercio, a potem przez dwa lata pracował jako księgowy w Mediolanie, gdzie uczęszczał też na kursy recytatorskie w Piccolo Teatro di Milano.  

## Kariera
Początkowo zarabiał na życie jako malarz i fotograf, a karierę aktorską rozpoczął w 1962 w czarno–białym dramacie Przepalona skóra (Pelle viva) z Elsą Martinelli. W filmie krótkometrażowym Przestępstwo (Un delitto, 1963), w Parmie we włoskiej rodzinie pochodzenia romskiego wystąpił w roli chłopca, który codziennie mija ten sam dom w drodze do szkoły. Wziął udział w popularnej włoskiej foto–powieści i występował w okazjonalnych w nocnych klubach. Znalazł się też w obsadzie komedii Pożyczona dziewczyna (La ragazza in prestito, 1964) z Annie Girardot. 
Mając 23 lata pojawił się w rzymskiej wytwórni Cinecittà i dostał niewielką rolę w komedii Celestina (La Celestina P...R..., 1965). Rok później został dostrzeżony w Rzymie przez hollywoodzkiego reżysera Johna Hustona, który zaangażował go do roli Abla w filmie Biblia (La Bibbia, 1966). Następnie posypały się dalsze propozycje, już głównych ról, w awanturniczych filmach, obliczonych na gust masowego widza, takich jak dramat Znałem ją dobrze (Io la conoscevo bene, 1965), western Złoczyńcy (Gli uomini dal passo pesante, 1965) czy dramat kryminalny Porwany przez mafię (Sequestro di persona, 1968). Drogę do Hollywood otworzyły mu kreacje samotnego mściciela w spaghetti westernach – Django (1966), Do widzenia, Teksas (Texas, Addio, 1966), Brutal i zwierzak (Tempo di Massacro, 1966), Deaf Smith i Johnny Ears (Los Amigos, 1973), Keoma (1976) i Django 2: il grande ritorno (1987). 
Podczas pracy nad jugosłowiańskim dramatem wojennym Veljko Bulajića Bitwa nad Neretwą (Bitka na Neretvi, 1969), poznał Siergieja Bondarczuka, który zaangażował go do roli amerykańskiego dziennikarza Johna Reeda w dwuczęściowym spaghetti westernie Czerwone dzwony – Meksyk w ogniu (Красные колокола. Фильм 1. Мексика в огне, 1982) i Czerwone dzwony – Początek nowego świata ( Красные колокола. Фильм 2. Я видел рождение нового мира, 1982). 
W dramacie kryminalnym Damiano Damianiego Śledztwo zakończone – proszę zapomnieć (L’istruttoria è chiusa: dimentichi, 1971) został obsadzony w roli architekta Vanziego, który trafił do więzienia za wykroczenie drogowe i odkrywa tam ponurą rzeczywistość, w tym skorumpowany personel i więźniów, nieludzki system sądowniczy oraz potęgę mafii. Wcielał się w imponującą gamę postaci, w tym upokorzonego inżyniera żądnego zemsty w dramacie kryminalnym Ulica prawa (Il cittadino si ribella, 1974), Rudolpa Valentino w telewizyjnym dramacie biograficznym ABC Legenda Valentino (The Legend of Valentino, 1975) w reż. Melville’a Shavelsona, gejowskiego porucznika Seblona w dramacie Querelle (1982) z Jeanne Moreau i serbskiego średniowiecznego bohatera w Sokół (Banovic Strahinja, 1983).
Peter R. Hunt powierzył mu rolę Arbacesa, egipskiego arcykapłana kultu Izydy w miniserialu Pinewood Studios Ostatnie dni Pompejów (The Last Days of Pompeii, 1984). Ogromny sukces odniósł jako Giuseppe Garibaldi w miniserialu Rai 2 Generał (Il generale, 1987) w reż. Luigiego Magniego, a po jego kreacji krytycy pisali, że „bohater narodowy zszedł z pomnika”. 
Wystąpił w wielu anglojęzycznych filmach, w tym w roli Cygana w melodramacie Dziewica i Cygan (The Virgin and the Gypsy, 1970), jako kapitan Nikolai Leskovar w dramacie wojennym Guya Hamiltona Komandosi z Navarony (Force 10 from Navarone, 1978), Cole w dramacie sensacyjnym Menahema Golana Wejście Ninja (Enter the Ninja, 1981), w roli prezydenta Rumunii Alexa Ionescu w adaptacji telewizyjnej powieści Sidneya Sheldona Młyny bogów (Windmills of the Gods, 1988) z Jaclyn Smith, generała Ramona Esperanzy w filmie akcji Renny’ego Harlina Szklana pułapka 2 (Die Hard 2, 1990) u boku Bruce’a Willisa, Arpada w dramacie Podbój (Honfoglalás, 1996) i kaprala karabinierów Nerzę w dramacie Bandyci (Li chiamarono... briganti!, 1999) z Claudią Cardinale. Spróbował swoich sił jako scenarzysta i producent, w tym westernu Jonathan zwany Niedźwiedziem (Jonathan degli orsi, 1994). W 2005 zadebiutował jako reżyser dramatu Forever Blues, gdzie także zagrał muzyka jazzowego. Za rolę papieża w horrorze Egzorcysta papieża (The Pope’s Exorcist, 2023) był nominowany do Złotej Maliny dla najgorszego aktora drugoplanowego.

## Życie prywatne
31 grudnia 2006 zawarł związek małżeński z długoletnią partnerkę życiową Vanessą Redgrave, którą poznał w grudniu 1966 na planie filmu Camelot. Mają syna Carlo Gabriela (ur. 16 września 1969). 

## Filmografia

### Filmy
- 1965: Dzika, dzika planeta (I Criminali della Galassia) jako porucznik Jake
- 1965: Znałem ją dobrze (Io la conoscevo bene) jako mechanik
- 1966: Czas masakry (Tempo di massacro) jako Tom Corbett
- 1966: Biblia (The Bible: In the Beginning...) jako Abel
- 1966: Wojna planet (La guerra de los planetas) jako Lejtnant Jake Jacowitx
- 1966: Django jako Django
- 1967: Do widzenia, Teksas (Texas, adiós) jako szeryf Burt Sullivan
- 1967: Camelot jako Lancelot Du Lac
- 1968: Dzień Puszczyka (Il giorno della civetta) jako kapitan Bellodi
- 1968: Człowiek, duma i zemsta (L'Uomo, l'orgoglio, la vendetta) jako Jose
- 1968: Zawodowiec (Il mercenario) jako Siergiej Kowalski
- 1969: Bitwa nad Neretwą (Bitka na Neretvi) jako kapitan Michael Riva
- 1969: Spokojne miejsce na wsi (Un Tranquillo posto di campagna) jako Leonardo Ferri
- 1969: Detektyw (Un Detective) jako komisarz Stefano Belli
- 1970: Dziewica i Cygan (The Virgin and the Gypsy) jako Cygan
- 1970: Tristana jako Horacio
- 1971: Zeznanie komisarza policji przed prokuratorem republiki (Confessione di un commissario di polizia al procuratore della repubblica) jako kapitan Bonavia
- 1971: Wakacje (Vacanza La) jako kłusownik
- 1971: ¡Viva la muerte... tua! jako książę Dmitri Vassilowich Orlowsky
- 1971: Śledztwo zakończone – proszę zapomnieć (L’istruttoria è chiusa: dimentichi) jako Vanzi
- 1972: Papież Joanna (Pope Joan) jako Louis
- 1973: Sprawa Matteottiego (Il Delitto Matteotti) jako Giacomo Matteotti
- 1973: Bez powodu (Senza ragione) jako Mosquito
- 1973: Zanna Bianca jako Jason Scott
- 1974: Trąd w pałacu sprawiedliwości (Corruzione al palazzo di giustizia)
- 1974: Dlaczego zabija się prokuratora? (Perché si uccide un magistrato?) jako Giacomo Solaris
- 1974: Powrót Białego Kła (Il Ritorno di Zanna Bianca) jako Jason Scott
- 1974: Mussolini: ostatni akt (Mussolini: Ultimo atto) jako pułkownik Valerio
- 1975: Ludzie godni szacunku (Gente di rispetto) jako profesor
- 1976: Keoma jako Keoma
- 1976: Skandal (Scandalo) jako Armand
- 1976: Marsz triumfalny (Marcia trionfale) jako kapitan Asciutto
- 1977: Sahara Cross
- 1977: Autostop (Autostop rosso sangue) jako Walter Mancini
- 1978: Komandosi z Navarony (Force 10 from Navarone) jako Nikolai Leskovar
- 1979: Gość (The Visitor) jako Jezus Chrystus
- 1979: Łowca rekinów (Il Cacciatore di squali) jako Mike di Donato
- 1979: Dramat mieszczański (Un Dramma borghese) jako Guido
- 1980: Mężczyzna z twarzą Bogarta (The Man with Bogart's Face) jako Hakim
- 1981: Banovic Strahinja jako Banovic Strahinja
- 1981: Salamandra (The Salamander) jako Carbinari Colonel Dante Matucci
- 1981: Wejście Ninja (Enter the Ninja) jako Cole
- 1982: Czerwone dzwony – Meksyk w ogniu (Krasnye kolokola I) jako John Reed
- 1982: Niebieskooki bandyta (Il Bandito dagli occhi azzurri) jako Renzo Dominici
- 1982: Querelle jako porucznik Seblon
- 1982: Grog jako Nicola
- 1982:  Czerwone dzwony – Początek nowego świata (Krasnye kolokola II) jako John Reed
- 1986: Sweet Country jako Paul
- 1986: Sędzia pokoju (Magistrato) jako Paolo Pizzi
- 1986: Dziewczyna (The Girl) jako Johan (John) Berg
- 1987: Django 2: il grande ritorno jako Django
- 1988: Błękitna krew (Blue Blood)
- 1988: Pygmalion 88
- 1988: Młody Toscanini (Il Giovane Toscanini) jako Claudio Toscanini
- 1989: Magdalena (Magdalene) jako Janza
- 1990: Szklana pułapka 2 (Die Hard 2) jako generał Ramon Esperanza
- 1990: Opowieść roznoszącego zarazę (Diceria dell'untore) jako Gesualdo
- 1991: Śmierć na sprzedaż (Touch and Die) jako Aquani
- 1993: Jonathan zwany niedźwiedziem (Jonathan degli orsi) jako Jonathan
- 1994: Pierścień smoka (Desideria e l'anello del drago) jako król smok
- 1996: Niewinni śpią (The Innocent Sleep) jako Adolfo Cavani
- 1997: Kobiety mafii (Bella Mafia) jako Mario Domino
- 1998: Morderstwo Versace (The Versace Murder) jako Gianni Versace
- 1998: Szepty aniołów (Talk of Angels) jako dr Vicente Areavaga
- 1999: Białe kłamstwa (White Lies) jako Jonathan
- 1999: Bandyci (Li chiamarono... briganti!)
- 1999: Nieproszony gość (Uninvited) jako Ralph Barolo
- 2000: Maestrale jako Michele Giangrande
- 2000: Mirka
- 2001: Chimera jako Przedsiębiorca
- 2001: Megiddo (Megiddo: The Omega Code 2) jako generał Francini
- 2001: Sacra Corona jako Gerard Sagredo
- 2001: Lis na trzech łapach (La Volpe a tre zampe)
- 2006: Hans jako Barbone/Giudice
- 2007: Una Roccia Spezzata jako klown
- 2010: Listy do Julii jako Lorenzo
- 2012: Django jako Amerigo Vessepi
- 2014: Nimfa jako Niko
- 2016: Zaginione miasto Z (The Lost City of Z) jako baron De Gondoriz
- 2017: John Wick 2 jako Julius
- 2019: Sprawa Colliniego (Der Fall Collini) jako Fabrizio Collini
- 2022: Człowiek, który narysował Boga (L’uomo che disegnò Dio) jako Emanuele
- 2022: Człowiek z Rzymu (La piel del tambor) jako papież
- 2023: Egzorcysta papieża (The Pope’s Exorcist, 2023) jako papież

### Filmy TV
- 1975: Legenda Valentino (The Legend of Valentino) jako Rudolph Valentino
- 1976: 21 godzin w Monachium (21 Hours at Munich) jako Luttif Afif
- 1978: Pirat (The Pirate) jako Baydr Al Fay
- 1979: Róże Gdańska (Le rose di Danzica) jako generał Konrad van Der Berg
- 1988: Młyny bogów (Windmills of the Gods) jako Ionescu
- 1989: Podwójne zwycięstwo (Oggi ho vinto anch'io) jako Saverio Palluca
- 1991: Młodość Katarzyny (Young Catherine) jako hrabia Michaił Iłłarionowicz Woroncow
- 1996: Powrót Sandokana (Die Rückkehr des Sandokan) jako Yogi Azim
- 1997: Kobiety mafii (Bella Mafia) jako Mario Domino
- 1997: Dawid (David) jako prorok Natan
- 2000: Święty Paweł (San Paolo) jako Gamaliel
- 2001: Krzyżowcy (Crociati) jako Ibn-Azul
- 2005: Letnie przesilenie (Summer Solstice) jako Lorenzo
- 2006: Święta rodzina (La Sacra famiglia) jako Zachariasz
- 2008: Moje serce w Chile (Mein Herz in Chile) jako Carlos Sanchez
- 2010: Święty Augustyn (Sant’Agostino) jako Augustyn z Hippony

### Seriale
- 1983: Wagner jako Crespi
- 1984: Ostatnie dni Pompeii (The Last Days of Pompeii) jako Arbaces
- 1987: Garibaldi il generale jako Garibaldi
- 1989: Narzeczeni (I Promessi sposi) jako Friar Cristofero
- 1998: Klejnoty z Damaszku (Il tesoro di Damasco) jako Andrea
- 2007: Książę i dziewczyna (Der Fürst und das Mädchen) jako hrabia Massimo di Romano
- 2011: Prawo i porządek: sekcja specjalna (Law & Order: Special Victims Unit) jako Roberto Distasio
- 2017–2018: Delicious jako Joe Benelli
- 2022: Django jako wielebny